# Carex illegitima
Carex illegitima là một loài thực vật có hoa trong họ Cói. Loài này được Ces. mô tả khoa học đầu tiên năm 1838.